# Maria Winifred Carney
Maria Winifred Carney (Bangor, 4 december 1887 – Dublin, 21 november 1943), beter bekend als Winnie Carney, was een Iers nationalist en socialist. 

## Jeugd
Carney werd geboren in Bangor, als de op een na jongste van zeven kinderen. Haar ouders waren de katholieke Sarah Cassidy en de protestantse handelsreiziger Alfred Carney. Ze werd katholiek opgevoed. Nadat het huwelijk van haar ouders strandde ging Carney met haar moeder en broer wonen in Carlisle Circus, in het noorden van Belfast.
Carney volgde haar opleiding aan de school van de Christelijke Broeders van Ierland in Donegall Street, werd secretaresse-stenotypiste en werkte een tijd als zodanig op een advocatenkantoor.

## Loopbaan tot onafhankelijkheid
Toen ze begin twintig was, raakte ze betrokken bij de in 1893 opgerichte Gaelic League, die ijverde voor behoud van de Ierse taal. Ook zette Carney zich in voor de strijd voor kiesrecht en socialisme, samen met haar vriendin Marie Johnson, wier echtgenoot Thomas later leider zou worden van de Irish Labour Party. Marie Johnson werkte als secretaresse voor de Irish Textile Workers' Union, opgericht door James Connolly in 1911 als vrouwenafdeling van de Belfast Transport and General Workers Union.
Toen ze in 1912 ziek werd, vroeg ze Carney om haar werk als secretaresse bij de vakbond over te nemen. Carney en Connolly bleken dezelfde politiek opvattingen te hebben en ze schreven in 1913 samen het 'Manifesto to the Linen Slaves of Belfast'. Carney werd ook actief lid van de afdeling Belfast van de Ierse republikeinse paramilitaire vrouwenorganisatie Cumann na mBan en verleende secretariële ondersteuning aan de leiding van deze organisatie. Carney was samen met de fabrieksarbeider Nell Gordon bovendien verantwoordelijk voor de organisatie van de vakbond tijdens Connolly's veelvuldige afwezigheid. Tijdens het grote maanden durende arbeidsconflict in 1913 zamelden ze samen geld in voor arbeiders en boden ze hen praktische ondersteuning en onderdak. Tijdens de Paasopstand was Carney de eerste vrouw die toetrad tot het hoofdkwartier van het verzet, het General Post Office. Ze was adjudant in het Irish Citizen Army, een kleine paramilitaire groep getrainde vakbondsvrijwilligers van de Irish Transport and General Workers' Union.
Na de overgave werd ze een tijdlang opgesloten in de gevangenis van Kilmainham, vervolgens in de Mountjoy-gevangenis en uiteindelijk als een van de vijf vrouwen in de gevangenis van Aylesbury waar ze tot kerstavond werd vastgehouden. Na haar vrijlating vervolgde Carney haar werk bij de vakbond. In 1917 werd ze gekozen als afgevaardigde van Belfast bij de Nationale Conventie van Cumann na mBan en verkozen tot voorzitter van de afdeling in Belfast. Bij de verkiezingen van 1918 stond ze voor Sinn Féin kandidaat in het de wijk Victoria in Central Belfast, maar bij gebrek aan steun van de partij kreeg ze nog geen 3% van de stemmen.

## Loopbaan na onafhankelijkheid
Na de vorming van de Ierse Vrijstaat in 1921 koos Carney de kant van de groepen die het niet eens waren met het vredesverdrag met Engeland. Ze was nauw betrokken bij de IRA en secretaris van het Irish Republican Prisoners' Dependents Fund (van 1920 tot 1922). Op 24 juli 1922 werd Carney bij haar thuis (Carlisle Circus) gearresteerd en opgesloten in de Arangh-vrouwengevangenis in Ulster. Ze werd echter vrijgelaten wegens haar slechte gezondheid. Met de vorming van Noord-Ierland, de politieke repressie en het toegenomen sektarisme kregen de republikeinen in het noorden zware klappen. Velen vertrokken en gingen in het zuiden wonen, ook de Johnsons.
Carney werd in 1920 lid van de Socialist Party of Ireland, en woonde ook de conventie van de Independent Labour Party in Glasgow bij. In 1924 trad ze toe tot de Northern Ireland Labour Party, waar ze bevriend raakte met George McBride, een jonge protestantse arbeider uit Shankill (Belfast), die tijdens de oorlog voor de Britten had gevochten. Ze deelden hun toewijding aan het socialisme, maar McBride was het niet eens met de nationalistische opvattingen van Carney en haar voortdurende verdediging van de Paasopstand. Ondanks bezwaren van de familie trouwde het paar in 1928 in Noord-Wales. Na hun huwelijk woonden ze in Whitewell Parade, Whitehouse.

## Overlijden
Carney kampte de laatste jaren van haar leven met een afnemende gezondheid. Nadat ze enige maanden in het ziekenhuis had doorgebracht stierf ze op 21 november 1943 op 55-jarige leeftijd aan tuberculose. Ze ligt begraven op Milltown Cemetery in Belfast. In 1985 plaatste de National Graves Association er een grafsteen na een campagne van vakbondsleden in Belfast.